# Podocarpus sylvestris
Podocarpus sylvestris J.Buchholz – gatunek rośliny z rodziny zastrzalinowatych (Podocarpaceae Endl.). Występuje naturalnie na Nowej Kaledonii. 

## Morfologia
PokrójZimozielone drzewo dorastające do 30 m wysokości.
LiścieMają równowąsko lancetowaty kształt. Mierzą 16 cm długości oraz 0,5 cm szerokości. Blaszka liściowa jest o tępym lub prawie ostrym.
KwiatySzyszki męskie mają kolcopodobny kształt. Dorastają do 10–22 mm długości. Są pojedyncze lub zebrane po 2–3, rozwijają się w kątach pędów.

## Biologia i ekologia
Rośnie w wilgotnych lasach. Występuje na wysokości do 1200 m n.p.m.